# El Origen de los Guardianes: El videojuego
Rise of the Guardians es un videojuego de acción-aventura basado en la película del mismo nombre. Es desarrollado por Torus Games y publicado por D3 Publisher. El juego fue lanzado el 20 de noviembre de 2012 en América del Norte y 23 de noviembre de 2012 en Europa para PlayStation 3, Xbox 360, Wii, Wii U, Nintendo DS y Nintendo 3DS.

## Jugabilidad
El jugador es capaz de jugar como Jack Frost, con la ayuda de Santa Claus, el Hada de los Dientes, el Conejo de Pascua, y Sandman.
El juego cuenta con drop-in/drop-out juego cooperativo para hasta cuatro jugadores, así como un sistema de nivelación que permite al jugador para desbloquear mayores ataques y movimientos especiales del equipo.